# خلیج بالاکلاوا
خلیج بالاکلاوا (انگلیسی: Balaklava Bay) یک خلیج در کرانه دریای سیاه و در شبه‌جزیره کریمه است.

نمایی از خلیج بالاکلاوا